# Mouton du Cameroun
Cet article possède un paronyme, voir Cameroun (homonymie).
Le mouton du Cameroun ou le mouton nain du Cameroun est une race de moutons domestiques originaire du Cameroun. Elle appartient au groupe des races Djallonké.  Certains ont été exportés en Europe. 

## Caractéristiques

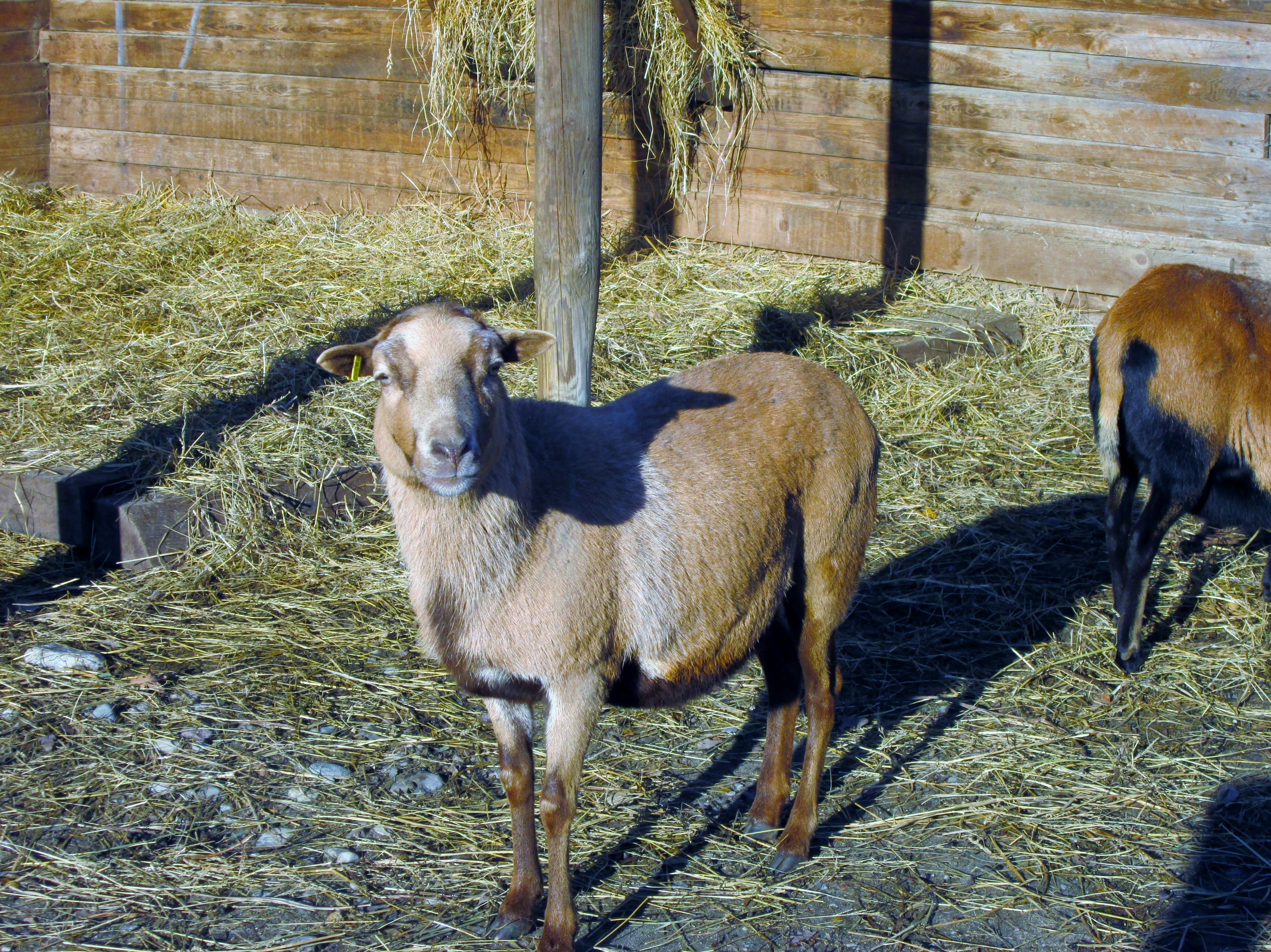
Mouton du Cameroun au Pombia Safari Park en Italie.

Le mouton nain du Cameroun est un mouton rustique. Il est normalement brun avec un ventre noir et des marques noires sur la tête et les pattes. Il a un pelage de poils, et en hiver, il développe un sous-poil fin qu'il perd au printemps. Les brebis sont très prolifiques et arrivent tôt à maturité ; elles sont capables de produire trois agnelages sur deux ans. 